# Luehdorfiini
I Luehdorfiini Chapman, 1895, sono una delle tre tribù di Lepidotteri appartenenti alla sottofamiglia Parnassiinae.
La loro posizione sistematica è ancora controversa, in quanto alcuni autori ripartiscono ancora i due generi ivi compresi nelle altre due tribù dei Parnassiini e degli Zerynthiini.

## Tassonomia
Questo taxon comprende 2 generi, suddivisi in 7 specie:
- Genere  Archon Hübner, 1822
- Genere  Luehdorfia Crüger, 1878

## Distribuzione
La tribù ha una distribuzione esclusivamente paleartica: Le specie del genere Archon si trovano tra l'Europa sudorientale e l'Asia Minore, mentre quelle appartenenti al genere Luehdorfia si trovano in Estremo Oriente.